# Daniel Sturridge
Daniel Andre Sturridge (Birmingham, 1º settembre 1989) è un ex calciatore inglese di origini giamaicane, di ruolo attaccante.

## Caratteristiche tecniche
Rapido nel dribbling e dotato di un’ottima tecnica, Sturridge era un attaccante di movimento che amava partire dalla fascia per poi accentrarsi palla al piede. Giocava prevalentemente come esterno d'attacco, ma poteva essere impiegato in tutti i ruoli offensivi.
La sua carriera è stata condizionata da alcuni gravi infortuni e problemi con la giustizia, che gli hanno impedito di esprimere tutto il proprio potenziale.

## Carriera

### Club

#### Gli esordi
Sturridge, originario di Birmingham, comincia la propria carriera nelle file delle giovanili della locale squadra dell'Aston Villa, da cui si separa nel 2002 per raggiungere le giovanili del Coventry.

#### Manchester City
L'anno dopo passa al Manchester City, a 13 anni. Una commissione giudiziaria della Football League ha più tardi ingiunto al club di Manchester di pagare 30.000 £ di ammenda più bonus (per un massimo totale di 200.000 £) come risarcimento per la cessione del giovane. L'anno successivo, all'età di 14 anni, è il goleador della formazione di categoria del City, e porta la squadra alla vittoria della Nike Cup 2003-04, il più grande torneo internazionale riservato agli under-15. A 16 anni entra nella squadra giovanile e partecipa alla FA Cup di categoria, il più giovane della formazione, e segna 4 gol di fila fino alla finale, nella quale la sua doppietta non basta ad evitare la sconfitta per 3-2 subita dal Liverpool. Nell'estate stessa firma il suo primo contratto professionale, valido a partire dal compimento dei suoi 17 anni.
Dall'inizio della stagione 2006-07, Sturridge comincia ad allenarsi con la prima squadra. Una sua tripletta in un match delle riserve gli fa guadagnare un posto in panchina nella partita della prima squadra contro il Reading nel febbraio 2007. Comincia dalla panchina, sostituendo al 75' il greco Georgios Samaras. Un mese più tardi colleziona la sua seconda presenza, sempre da sostituto, ma un infortunio all'anca gli impedisce di giocare per il resto del 2007.
Segna il suo primo gol con la maglia dei Citiziens il 27 gennaio 2008 in un match di FA Cup contro lo Sheffield United Football Club, seguito, tre giorni dopo, dal suo primo gol in campionato alla prima presenza da 90', contro il Derby County. Le opportunità in prima squadra tuttavia sono poche, e Sturridge continua a giocare col team giovanile. Nella FA Cup di categoria il City raggiunge una nuova finale, con il giovane inglese capocannoniere della manifestazione. Stavolta, però, il City vince, con gol di Sturridge nell'andata della finale. Nella stagione 2007-08, Sturridge diventa il primo giocatore a segnare nella FA Cup giovanile, nella FA Cup e in campionato. Fino al 1º maggio 2009, dopo 16 presenze nella stagione 2008-09, Sturridge ha segnato 4 gol e creato 3 assist. Alla fine della stagione, il Manchester City vota Sturridge come il miglior giovane della stagione del team, e lui dedica questo premio alla famiglia e allo zio Dean.

#### Chelsea

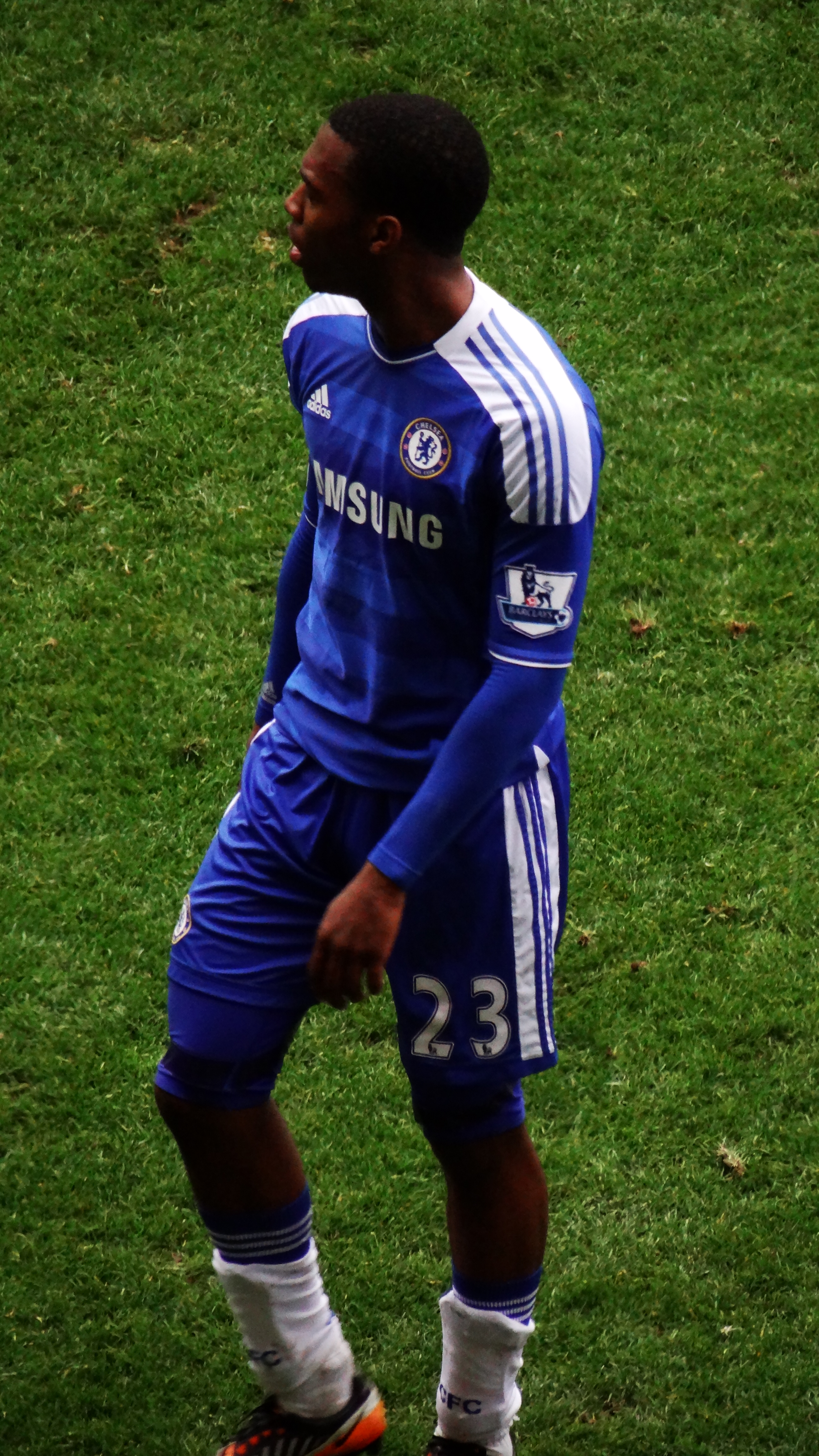
Sturridge con la maglia del nel 2012

Una volta scaduto il contratto che lo lega al Manchester City, firma per il Chelsea un quadriennale il 3 luglio 2009. Avendo Sturridge meno di 24 anni, ed essendo le due società in disaccordo, il costo del trasferimento viene deciso da un tribunale. La commissione decide il 14 gennaio che il Chelsea dovrà rimborsare per la formazione calcistica 3,5 milioni di sterline, con l'aggiunta di 500.000 £ ogni 10, 20, 30 e 40 presenze in prima squadra. Inoltre dovrà versare nelle casse del City 1 milione di sterline se il giocatore collezionerà una presenza internazionale completa (90'), e il 15% del prezzo del cartellino in caso di vendita futura del giocatore da parte del Chelsea. Il suo primo gol con la maglia dei Blues arriva al suo debutto in amichevole, contro gli statunitensi del Seattle il 18 luglio 2009, al 12' minuto del primo tempo. La sua seconda partita per il Chelsea è contro l'Inter allenata dall'ex-tecnico dei Blues José Mourinho, nella quale si guadagna il rigore poi trasformato dal compagno Frank Lampard.
Debutta in Premier il 18 agosto contro il Sunderland, subentrando all'ivoriano Didier Drogba. Il 16 settembre segna una tripletta nella partita delle riserve contro l'Ipswich. Il 28 ottobre gioca la sua prima in Carling Cup in una vittoria contro il Bolton. Il 20 dicembre entra nel secondo tempo di una sfida contro il West Ham, guadagnandosi un rigore controverso trasformato dal compagno Lampard. Parte da titolare per la prima volta in Premier contro il Birmingham, nella giornata di Santo Stefano. Segna i primi due gol ufficiali con i Pensioners in FA Cup contro il Watford il 3 gennaio. Il 13 febbraio segna nel 4-1 al Cardiff, e, per quella coppa, diventa l'unico giocatore ad aver segnato in terzo, quarto e quinto turno. Segna il primo gol in campionato con la maglia azzurra il 25 aprile nel 7-0 inflitto allo Stoke, raccogliendo un lancio lungo di Drogba, e segnando dopo aver aggirato il portiere Asmir Begović. Durante la finale di FA Cup entra al 90' contro il Portsmouth. Dopo la vittoria per 1-0 con gol di Drogba, la FA Cup finisce con Sturridge come capocannoniere del Chelsea nella manifestazione, con 4 gol all'attivo.

#### Prestito al Bolton
Il 31 gennaio 2011 viene ufficializzato il suo trasferimento in prestito al Bolton fino al termine della stagione. Il 2 febbraio 2011 debutta con la maglia dei Trotters, subentrando al 68' al posto del compagno di squadra Taylor; 22 minuti dopo sigla la sua prima rete da giocatore del Bolton Wanderers, che coincide con la vittoria sul Wolverhampton per 1-0. Terminato il prestito, nonostante il suo ottimo rendimento, il Bolton decide di non riscattarlo ed il giocatore fa ritorno al Chelsea.

#### Ritorno al Chelsea
Inizia così la sua nuova stagione al Chelsea facendo sorprendere chiunque. Riesce infatti a collezionare 9 gol in sole 14 presenze (record personale fino a quel momento) e rimane un punto di riferimento fisso nell'attacco di André Villas-Boas. Dopo il licenziamento di quest'ultimo, Sturridge non riesce a trovare spazi sotto la guida di Roberto Di Matteo, che preferisce Didier Drogba. Dopo la partenza di Drogba, Sturridge riesce a giocare qualche minuto, come sostituto di Fernando Torres. Dopo il licenziamento di Roberto Di Matteo, viene ingaggiato Rafael Benítez, col quale non giocherà neanche un minuto (anche per via di un suo infortunio).

#### Liverpool

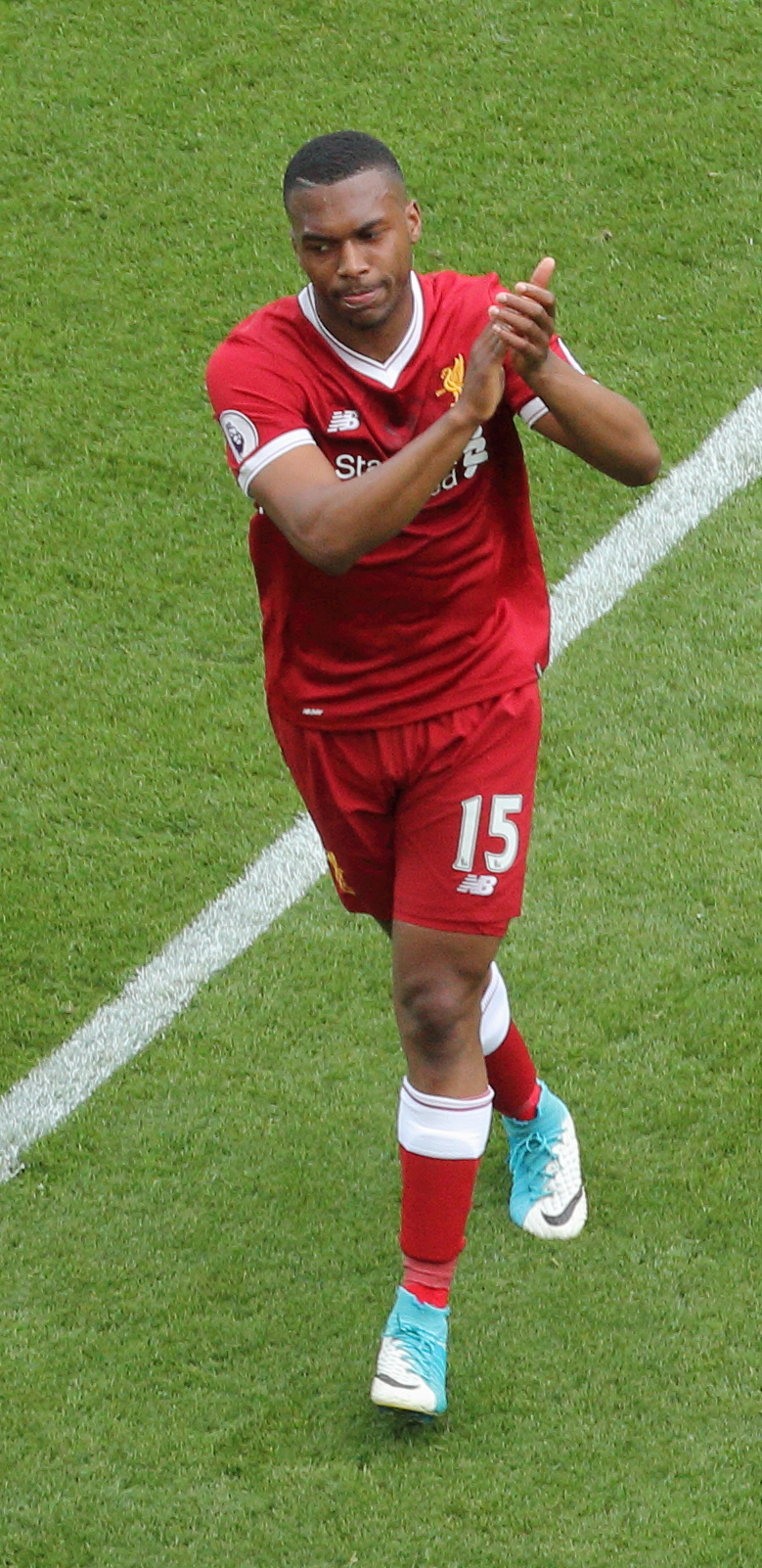
Sturridge con la maglia del Liverpool nel 2017

Il 23 dicembre 2012 viene ceduto al Liverpool per 12 milioni di sterline (15 milioni di euro). Segna il suo primo gol all'Old Trafford nella sconfitta per 2-1 dei Reds contro il Manchester United. Successivamente disputa anche una buonissima prova contro la sua ex squadra del Chelsea, segnando un gol e fornendo a Luis Suárez l'assist del definitivo 2-2 al 96'. Chiude la sua prima annata con il Liverpool segnando 10 gol in 14 partite di campionato.
Il 17 agosto 2013 segna il primo gol della nuova stagione di Premier League, nella vittoria interna per 1-0 contro lo Stoke City, con un bel diagonale di sinistro da fuori area. Si ripete una settimana più tardi, segnando il gol decisivo nella vittoria del Liverpool per 1-0 sul campo dell'Aston Villa. Il 1º settembre, nel derby d'Inghilterra contro il Manchester United, realizza la rete dell'1-0 finale, che porta i Reds in testa alla classifica con 9 punti. A dicembre, dopo aver riportato un infortunio alla caviglia, è stato costretto a stare fermo per due mesi. Dopo l'infortunio torna più in forma di prima segnando per ben 7 giornate di fila. Conclude la stagione con 33 presenze e 25 gol in totale, contribuendo ad aiutare la sua squadra ad arrivare al secondo posto in campionato dietro il Manchester City. La sua partnership con Suàrez, presto soprannominata SAS (Sturridge And Suàrez), si rivelerà quell'anno una delle più prolifiche del calcio europeo, guadagnandosi apprezzamenti da media e tifosi.
La sua terza stagione è piena di infortuni che impediscono di farlo giocare con continuità. Nonostante tutto segna la sua prima rete alla prima giornata di campionato nella vittoria per 2-1 contro il Southampton. Non riesce a giocare alcuna partita di Champions League ma esordisce in una competizione europea con la magia del Liverpool giocando la doppia sfida di Europa League contro il Beşiktaş vinta dai turchi dopo i calci di rigore. Conclude la sua stagione con sole 18 presenze e 5 gol.
Nella stagione successiva è ancora condizionato dai vari infortuni che lo colpiscono. Segna la prima doppietta il 26 settembre 2015 nella partita vinta 3-2 contro l'Aston Villa. Nonostante il cambio di allenatore, da Brendan Rodgers a Jurgen Klopp, quando sta bene è ancora uno dei punti cardine della squadra. Segna i suoi primi gol con la maglia del Liverpool in una competizione europea, l'Europa League, nelle partite Liverpool-Manchester United 2-0, valida per l'andata degli ottavi di finale, Liverpool-Villarreal 3-0, valida per il ritorno della semifinale, e in finale nella sconfitta per 3-1 contro il Siviglia.
Trova la prima presenza stagionale, nella stagione 2016-2017, nella sconfitta per 2-0 sul campo del Burnley. I primi gol stagionali arrivano alla prima partita di Football League Cup in cui segna una doppietta nella partita vinta 5-0 sul campo del Burton Albion. Il 17 ottobre in occasione del "clásico" d'Inghilterra giocato in casa contro il Manchester United raggiunge quota 100 presenze con la maglia del Liverpool. Mentre in campionato fa fatica a trovare la via del gol (in 9 giornate non ha segnato neanche una volta) in EFL invece trova un'altra doppietta stavolta ai danni del Tottenham nella partita vinta in casa 2-1 valevole per l'accesso ai quarti di finale. Il 27 dicembre trova il primo gol in Premier League della stagione nella partita vinta 4-1 contro lo Stoke City in casa, in occasione del classico boxing day della Premier League.

#### Prestito al WBA
Il 29 gennaio 2018, il Liverpool cede Sturridge in prestito breve al West Bromwich Albion. Al termine della stagione, il WBA viene retrocesso in Championship, e Sturridge fa rientro al Liverpool.

#### Ritorno al Liverpool
Ritorna a vestire la maglia dei Reds il 12 agosto 2018, subentrando a Mohamed Salah nei minuti finali del match interno contro il West Ham, e siglando il gol del definitivo 4-0 a soli 20 secondi dal suo ingresso in campo. Il 18 settembre 2018 segna il gol del provvisorio 1-0 nella sfida vinta per 3-2 contro il PSG, in cui era partito dal primo minuto a causa delle condizioni non buone dell'occhio di Roberto Firmino. Si ripete in Premier League il 29 settembre 2018 segnando (4 minuti dopo il suo ingresso in campo) un gran gol da fuori area per il decisivo 1-1 contro il Chelsea. Resta al Liverpool anche nella seconda parte della stagione 2018-2019, festeggiando a giugno la vittoria della Champions League.
Il 18 luglio 2019 viene squalificato per sei settimane (di cui quattro con pena sospesa) per aver rivelato a suo fratello informazioni riservate circa un possibile trasferimento al Siviglia.

#### Trabzonspor
Il 21 agosto 2019 firma un contratto triennale con il Trabzonspor. Il 2 marzo 2020 rescinde il contratto con il club turco dopo 16 presenze e 7 gol. Lo stesso giorno viene resa nota la squalifica per quattro mesi per la vicenda relativa al passaggio di informazioni riservate a suo fratello su un possibile trasferimento al Siviglia.

#### Perth Glory
Rimasto svincolato per oltre un anno, il 1º ottobre 2021 firma un contratto annuale con gli australiani del Perth Glory.

### Nazionale
Sturridge ha giocato per l'Inghilterra sin dall'Under-16. In particolare segna nella finale dell'Europeo under-17 contro la nazionale di calcio dell'Italia Under-17, due volte contro l'Olanda nel 2007 (per l'Under-18), e di nuovo nei recenti Europei Under-19 sempre contro l'Olanda. È stato convocato per l'Inghilterra Under-21, segnando il gol britannico nell'1-1 contro i pari età della Grecia. Ha guardato invece dalla panchina il 6-3 inflitto ai pari età della Macedonia e l'1-0 al Portogallo.
Il 6 novembre 2011 riceve la sua prima convocazione in nazionale maggiore in vista delle amichevoli contro la Spagna e la Svezia. Il 14 giugno 2014 fa il suo esordio ai Mondiali nella prima partita del girone contro l'Italia, nella quale l'Inghilterra viene sconfitta 2-1 e Sturridge segna il gol del momentaneo pareggio. Convocato per gli Europei 2016 in Francia, scende in campo in tre occasioni nel corso della manifestazione.

### Dopo il ritiro
Per la stagione 2024/2025 fa parte della squadra di opinionisti di Prime Video in Inghilterra per le gare di Champions League.

## Statistiche

### Presenze e reti nei club
Statistiche aggiornate al 30 aprile 2022.
| Stagione               | Squadra                | Campionato             | Campionato | Campionato | Coppe nazionali | Coppe nazionali | Coppe nazionali | Coppe continentali | Coppe continentali | Coppe continentali | Altre coppe | Altre coppe | Altre coppe | Totale | Totale |
| Stagione               | Squadra                | Comp                   | Pres       | Reti       | Comp            | Pres            | Reti            | Comp               | Pres               | Reti               | Comp        | Pres        | Reti        | Pres   | Reti   |
| ---------------------- | ---------------------- | ---------------------- | ---------- | ---------- | --------------- | --------------- | --------------- | ------------------ | ------------------ | ------------------ | ----------- | ----------- | ----------- | ------ | ------ |
| 2006-2007              | Manchester City        | PL                     | 2          | 0          | FACup+CdL       | 0+0             | 0+0             | -                  | -                  | -                  | -           | -           | -           | 2      | 0      |
| 2007-2008              | Manchester City        | PL                     | 3          | 1          | FACup+CdL       | 1+0             | 1+0             | -                  | -                  | -                  | -           | -           | -           | 4      | 2      |
| 2008-2009              | Manchester City        | PL                     | 16         | 4          | FACup+CdL       | 1+1             | 0+0             | CU                 | 8                  | 0                  | -           | -           | -           | 26     | 4      |
| Totale Manchester City | Totale Manchester City | Totale Manchester City | 21         | 5          |                 | 3               | 1               |                    | 8                  | 0                  |             | -           | -           | 32     | 6      |
| 2009-2010              | Chelsea                | PL                     | 13         | 1          | FACup+CdL       | 4+1             | 4+0             | UCL                | 2                  | 0                  | CS          | 0           | 0           | 20     | 5      |
| 2010-gen. 2011         | Chelsea                | PL                     | 13         | 0          | FACup+CdL       | 1+1             | 2+0             | UCL                | 5                  | 2                  | CS          | 1           | 0           | 21     | 4      |
| gen.-giu. 2011         | Bolton                 | PL                     | 12         | 8          | FACup+CdL       | 0+0             | 0+0             | -                  | -                  | -                  | -           | -           | -           | 12     | 8      |
| 2011-2012              | Chelsea                | PL                     | 30         | 11         | FACup+CdL       | 4+2             | 1+1             | UCL                | 7                  | 0                  | -           | -           | -           | 43     | 13     |
| 2012-gen. 2013         | Chelsea                | PL                     | 7          | 1          | FACup+CdL       | 0+1             | 0+1             | UCL                | 2                  | 0                  | CS+SU+Cmc   | 1+1+0       | 0+0+0       | 12     | 2      |
| Totale Chelsea         | Totale Chelsea         | Totale Chelsea         | 63         | 13         |                 | 14              | 9               |                    | 16                 | 2                  |             | 3           | 0           | 96     | 24     |
| gen.-giu. 2013         | Liverpool              | PL                     | 14         | 10         | FACup+CdL       | 2+0             | 1+0             | UEL                | 0                  | 0                  | -           | -           | -           | 16     | 11     |
| 2013-2014              | Liverpool              | PL                     | 29         | 21         | FACup+CdL       | 2+2             | 1+2             | -                  | -                  | -                  | -           | -           | -           | 33     | 24     |
| 2014-2015              | Liverpool              | PL                     | 12         | 4          | FACup+CdL       | 4+0             | 1+0             | UCL+UEL            | 0+2                | 0+0                | -           | -           | -           | 18     | 5      |
| 2015-2016              | Liverpool              | PL                     | 14         | 8          | FACup+CdL       | 1+2             | 0+2             | UEL                | 8                  | 3                  | -           | -           | -           | 25     | 13     |
| 2016-2017              | Liverpool              | PL                     | 20         | 3          | FACup+CdL       | 3+4             | 0+4             | -                  | -                  | -                  | -           | -           | -           | 27     | 7      |
| 2017-2018              | Liverpool              | PL                     | 9          | 2          | FACup+CdL       | 0+0             | 0+0             | UCL                | 5                  | 1                  | -           | -           | -           | 14     | 3      |
| gen.-giu. 2018         | West Bromwich          | PL                     | 6          | 0          | FACup+CdL       | -               | -               | -                  | -                  | -                  | -           | -           | -           | 6      | 0      |
| 2018-2019              | Liverpool              | PL                     | 18         | 2          | FACup+CdL       | 1+1             | 0+1             | UCL                | 7                  | 1                  | -           | -           | -           | 27     | 4      |
| Totale Liverpool       | Totale Liverpool       | Totale Liverpool       | 116        | 50         |                 | 22              | 12              |                    | 22                 | 5                  |             | -           | -           | 160    | 68     |
| 2019-2020              | Trabzonspor            | SL                     | 11         | 4          | TK              | 3               | 3               | UEL                | 2                  | 0                  | -           | -           | -           | 16     | 7      |
| 2021-2022              | Perth Glory            | AL                     | 6          | 0          | -               | -               | -               | -                  | -                  | -                  | -           | -           | -           | 6      | 0      |
| Totale carriera        | Totale carriera        | Totale carriera        | 235        | 80         |                 | 42              | 25              |                    | 48                 | 7                  |             | 3           | 0           | 328    | 112    |

### Cronologia presenze e reti in nazionale
| Cronologia completa delle presenze e delle reti in nazionale ― Inghilterra | Cronologia completa delle presenze e delle reti in nazionale ― Inghilterra | Cronologia completa delle presenze e delle reti in nazionale ― Inghilterra | Cronologia completa delle presenze e delle reti in nazionale ― Inghilterra | Cronologia completa delle presenze e delle reti in nazionale ― Inghilterra | Cronologia completa delle presenze e delle reti in nazionale ― Inghilterra | Cronologia completa delle presenze e delle reti in nazionale ― Inghilterra | Cronologia completa delle presenze e delle reti in nazionale ― Inghilterra |
| Data                                                                       | Città                                                                      | In casa                                                                    | Risultato                                                                  | Ospiti                                                                     | Competizione                                                               | Reti                                                                       | Note                                                                       |
| -------------------------------------------------------------------------- | -------------------------------------------------------------------------- | -------------------------------------------------------------------------- | -------------------------------------------------------------------------- | -------------------------------------------------------------------------- | -------------------------------------------------------------------------- | -------------------------------------------------------------------------- | -------------------------------------------------------------------------- |
| 15-11-2011                                                                 | Londra                                                                     | Inghilterra                                                                | 1 – 0                                                                      | Svezia                                                                     | Amichevole                                                                 | -                                                                          |                                                                            |
| 7-9-2012                                                                   | Chișinău                                                                   | Moldavia                                                                   | 0 – 5                                                                      | Inghilterra                                                                | Qual. Mondiali 2014                                                        | -                                                                          |                                                                            |
| 11-9-2012                                                                  | Londra                                                                     | Inghilterra                                                                | 1 – 1                                                                      | Ucraina                                                                    | Qual. Mondiali 2014                                                        | -                                                                          |                                                                            |
| 14-11-2012                                                                 | Solna                                                                      | Svezia                                                                     | 4 – 2                                                                      | Inghilterra                                                                | Amichevole                                                                 | -                                                                          |                                                                            |
| 22-3-2013                                                                  | Serravalle                                                                 | San Marino                                                                 | 0 – 8                                                                      | Inghilterra                                                                | Qual. Mondiali 2014                                                        | 1                                                                          |                                                                            |
| 29-5-2013                                                                  | Londra                                                                     | Inghilterra                                                                | 1 – 1                                                                      | Irlanda                                                                    | Amichevole                                                                 | -                                                                          |                                                                            |
| 11-10-2013                                                                 | Londra                                                                     | Inghilterra                                                                | 4 – 1                                                                      | Montenegro                                                                 | Qual. Mondiali 2014                                                        | 1                                                                          |                                                                            |
| 15-10-2013                                                                 | Londra                                                                     | Inghilterra                                                                | 3 – 1                                                                      | Polonia                                                                    | Qual. Mondiali 2014                                                        | -                                                                          |                                                                            |
| 19-11-2013                                                                 | Londra                                                                     | Inghilterra                                                                | 0 – 1                                                                      | Germania                                                                   | Amichevole                                                                 | -                                                                          |                                                                            |
| 5-3-2014                                                                   | Londra                                                                     | Inghilterra                                                                | 1 – 0                                                                      | Danimarca                                                                  | Amichevole                                                                 | 1                                                                          |                                                                            |
| 30-5-2014                                                                  | Londra                                                                     | Inghilterra                                                                | 3 – 0                                                                      | Perù                                                                       | Amichevole                                                                 | 1                                                                          | 82’                                                                        |
| 7-6-2014                                                                   | Miami Gardens                                                              | Inghilterra                                                                | 0 – 0                                                                      | Honduras                                                                   | Amichevole                                                                 | -                                                                          |                                                                            |
| 15-6-2014                                                                  | Manaus                                                                     | Inghilterra                                                                | 1 – 2                                                                      | Italia                                                                     | Mondiali 2014 - 1º turno                                                   | 1                                                                          | 80’                                                                        |
| 19-6-2014                                                                  | San Paolo                                                                  | Uruguay                                                                    | 2 – 1                                                                      | Inghilterra                                                                | Mondiali 2014 - 1º turno                                                   | -                                                                          |                                                                            |
| 24-6-2014                                                                  | Belo Horizonte                                                             | Costa Rica                                                                 | 0 – 0                                                                      | Inghilterra                                                                | Mondiali 2014 - 1º turno                                                   | -                                                                          |                                                                            |
| 3-9-2014                                                                   | Londra                                                                     | Inghilterra                                                                | 1 – 0                                                                      | Norvegia                                                                   | Amichevole                                                                 | -                                                                          | 88’                                                                        |
| 29-3-2016                                                                  | Londra                                                                     | Inghilterra                                                                | 1 – 2                                                                      | Paesi Bassi                                                                | Amichevole                                                                 | -                                                                          | 58’                                                                        |
| 2-6-2016                                                                   | Londra                                                                     | Inghilterra                                                                | 1 – 0                                                                      | Portogallo                                                                 | Amichevole                                                                 | -                                                                          | 78’                                                                        |
| 16-6-2016                                                                  | Lens                                                                       | Inghilterra                                                                | 2 – 1                                                                      | Galles                                                                     | Euro 2016 - 1º turno                                                       | 1                                                                          | 46’                                                                        |
| 20-6-2016                                                                  | Saint-Étienne                                                              | Slovacchia                                                                 | 0 – 0                                                                      | Inghilterra                                                                | Euro 2016 - 1º turno                                                       | -                                                                          | 76’                                                                        |
| 27-6-2016                                                                  | Nizza                                                                      | Inghilterra                                                                | 1 – 2                                                                      | Islanda                                                                    | Euro 2016 - Ottavi di finale                                               | -                                                                          | 47’                                                                        |
| 4-9-2016                                                                   | Trnava                                                                     | Slovacchia                                                                 | 0 – 1                                                                      | Inghilterra                                                                | Qual. Mondiali 2018                                                        | -                                                                          | 82’                                                                        |
| 8-10-2016                                                                  | Londra                                                                     | Inghilterra                                                                | 2 – 0                                                                      | Malta                                                                      | Qual. Mondiali 2018                                                        | 1                                                                          | 73’                                                                        |
| 11-10-2016                                                                 | Lubiana                                                                    | Slovenia                                                                   | 0 – 0                                                                      | Inghilterra                                                                | Qual. Mondiali 2018                                                        | -                                                                          | 31’ 82’                                                                    |
| 11-11-2016                                                                 | Londra                                                                     | Inghilterra                                                                | 3 – 0                                                                      | Scozia                                                                     | Qual. Mondiali 2018                                                        | 1                                                                          | 74’                                                                        |
| 8-10-2017                                                                  | Vilnius                                                                    | Lituania                                                                   | 0 – 1                                                                      | Inghilterra                                                                | Qual. Mondiali 2018                                                        | -                                                                          | 72’                                                                        |
| Totale                                                                     |                                                                            | Presenze                                                                   | 26                                                                         |                                                                            | Reti                                                                       | 8                                                                          |                                                                            |

## Palmarès

### Club

#### Competizioni nazionali
- Campionato inglese: 1

Chelsea: 2009-2010
- Coppa d'Inghilterra: 2

Chelsea: 2009-2010, 2011-2012
- Community Shield: 1

Chelsea: 2009
- Coppa di Turchia: 1

Trabzonspor: 2019-2020

#### Competizioni internazionali
- UEFA Champions League: 2

Chelsea: 2011-2012
Liverpool: 2018-2019

### Individuale
- Inserito nella selezione UEFA dell'Europeo Under-21: 1

Danimarca 2011
- FA Premier League Player of the Month: 2

2013-2014 - Settembre, Febbraio
- Capocannoniere della League Cup: 1

2016-2017 (4 gol, a pari merito con Zlatan Ibrahimović)